# Balışeyh
Balışeyh est une ville et un district de la province de Kırıkkale dans la région de l'Anatolie centrale en Turquie.